# Thúz család (Laki)
Thúz család (Laki) Ősrégi, mára már kihalt család volt, amely a Bő nemzetségből eredt, a Misser, Kürtössy stb. családokkal együtt.

## Története
A Laki Thúz család első ismert őse I. János; ennek fia, Izsép, 1236-tól kezdve szerepelt az oklevelekben; tagja a várföldek visszafoglalására felállított bizottságnak. Mint Kálmán herceg híve, a Sajó melletti csatában esett el 1241-ben. Ősi vagyonát Gyog (Tótgyúgy) egy részének megszerzésével növelte. Fia (II.) János IV. Bélától Miklósit nyerte adományul, valamint Magyarinak addig a somogyi várnépek tulajdonát képező felét és Kölkedet. Mint Kun László híve, a hódtavi csatában (1282) lelte halálát. Fiának, Trepknek gyermekei közül (1313-1329) János a Laki Thúz, Péter a Létay, István pedig a Kürtössy és a Messzer család ősei.
Trepk fiai közül I. János 1313-ban élt. Tőle ágazott szét a család, ő alapította a Thúz családot.
Jánosnak fia Péter már Thúz (Thwz)-nak írta nevét. Tőle származott le a Thúz család.
I. Mátyás király korából két Thúz nevű is feltűnt:
- Osváth (Osvald) - zágrábi püspök

- János - aki valószínűleg II. Péter (1422) unokája, vagyis II. János (1449) fia lehetett.

E jános 1477-ben már Horvátország egyik bánja volt. Ő volt az a Laki Thúz János, kinek várkastélyát az 1464 évi országgyűlés 10. törvénycikke a lerontandók közül kivette.
1470-ben rokonától, a fent említett Osvald (Osváth) püspöktől a most Zágrábhoz tartozó Blagusa várát kapta, melyre Mátyás király consansust adott. Ezen kívül még több várat is szerzett.
Bonfini Mátyás király történetírója szerint Mátyás király  e Laki Thúz Jánost a zágrábi törvényszék elé idéztette, de ő nem jelent meg, hanem hatvanezer aranyat összeszedve; gyermekeivel együtt Velencébe költözött és ott a patriciusok közé emelkedett.
E Laki Thúz János után e családnak többé nyomát nem találjuk.
De más Túz nevű család lehetett az amely a nógrádi nemesek között tűnt fel: 1684-ben ismert volt még Túz István nevű nógrádban.

## A család ismertebb tagjai
- Thuz Osváth (Lak) - zágrábi püspök